# Тачдаун
Тачдаун (енгл. Touchdown) (полагање) је начин поентирања у америчком фудбалу. Постиже се трчањем, додавањем, враћањем испуцавања или панта — уношењем лопте у противничку енд зону. Рачуна се као седам поена. Након тачдауна следи претварање за једна или два додатне поена.